# Мърдър Тидфил (град)
Вижте пояснителната страница за други значения на Мърдър Тидфил.
Мъ̀рдър Тѝдвил (на английски: Merthyr Tydfil; на уелски: Merthyr Tudful, изговаря се по-близко до Мѐртър Тидвил, буквени символи за произношението ) е град в Южен Уелс, Великобритания с население около 54 700 жители към 1 юни 2005 г. Той е административен център на едноименното самостоятелно графство Мърдър Тидвил. Намира се в историческото графство Гламорган.

## История
Много хора, дошли от Европа, са живели в тази област през последните 3000 години, считано от Бронзовата епоха. Те били последвани от келтските племена около 1000 г. пр.н.е. и формирали собствен език, Уелски език. Множество крепости били построени по време на Желязната епоха.

## Нашествие на Римската империя
Римляните пристигнали в Уелските земи през 47 – 53 г. и през 74 г. построили крепостта в Пенъдарен (в днешно време квартал на Мърдър Тидвил), от която се вижда река Таф (Taff). Тя покривала площ от 3 хектара, като в нея имало множество пътища. Останки от крепостта са запазени близо до футболния стадион, където играе ФК Мърдър Тидвил. Един от пътищата свързвал крепостта с град Брекън.

## Идване на християнството в региона
Латинският език и римската култура били основани преди оттеглянето на Римската армия. Християнската религия е била въведена на територията на Уелс от римляните, но в областта на Мърдър Тидвил това са направили монаси от Ирландия и Франция, които открили града следвайки река Таф.

## Градски легенди
Местна традиция разказва за момиче на име Тидвил, дъщеря на градски главатар наречен Бръхан (Brychan), която е била първият символ на християнството. Тя била убита от саксонско племе докато се придвижвала до фермата Хавод Танглуис (Hafod Tanglwys) в село Аберван. Момичето е провъзгласено за мъченица след нейната смърт около 480 г. Името „Мърдър“ (Merthyr) се превежда до английското „Martyr“ (мъченица) и традицията разказва, че след основаването на града името било избрано в нейна чест. Църква била построена на мястото на нейното погребение.

## Квартали
- Пенъдарен